# Rivière Bujeault
Rivière Bujeault är ett vattendrag i Kanada.   Det ligger i provinsen Québec, i den östra delen av landet, 1 500 km öster om huvudstaden Ottawa.
I omgivningarna runt Rivière Bujeault växer i huvudsak barrskog. Trakten runt Rivière Bujeault är nära nog obefolkad, med mindre än två invånare per kvadratkilometer.